# Paul Feyerabend

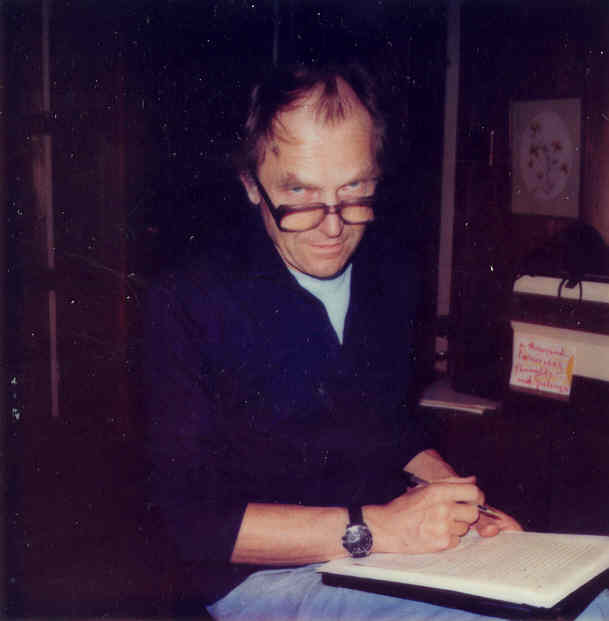
Paul Feyerabend

Paul Karl Feyerabend (Wenen, 13 januari 1924 – Genolier (Zwitserland), 11 februari 1994) was een in Oostenrijk geboren wetenschapsfilosoof, die later in Engeland, de Verenigde Staten, Nieuw-Zeeland, Zwitserland en Italië leefde. Onder zijn belangrijkste werken vallen Against Method (gepubliceerd in 1975), Science in a Free Society (gepubliceerd in 1978) en Farewell to Reason (een verzameling artikelen, uitgegeven in 1987). Feyerabend is beroemd geworden vanwege zijn anarchistische visie op wetenschap en zijn ontkenning van het bestaan van universele methodologische regels. Hij is een invloedrijk figuur in de wetenschapsfilosofie, alsmede in de sociologie van wetenschappelijke kennis. Feyerabend pleitte vooral tegen de arrogantie van de wetenschap, wat hem de reputatie van het enfant terrible van de wetenschapsfilosofie opleverde.

## Anarchistische wetenschapsfilosofie
In Against Method pleit Feyerabend voor een wetenschappelijke methodologie die in gaat tegen alle pogingen van eerdere wetenschapsfilosofen als Karl Popper, Imre Lakatos en de logisch-positivisten om een universele wetenschappelijke methode te normaliseren. Aan de hand van Galileo laat Feyerabend zien dat wetenschappelijke vooruitgang soms alleen kan plaatsvinden omdat wetenschappers alle wetten braken: Galileo hield vast aan theorieën die al weerlegd waren, hij lapte de methode van inductie aan zijn laars en gebruikte meer propaganda dan rationele argumentatie. En, aldus Feyerabend, hij moest dat ook doen; had hij zich wel aan de gangbare methodologische eisen gehouden, dan was er van zijn werk niets terechtgekomen. De enige wetenschappelijke methode die volgens Feyerabend de voortgang van de wetenschap niet zal belemmeren is de pluriforme methode: anything goes.

## Wetenschap en politiek
Feyerabends anarchisme heeft naast een methodologische ook een politieke component. Zijn ideaal is dat van een mens die vrij is om te kiezen wat hij wil geloven, op basis van zijn eigen oordelen. In de huidige culturele dominantie van de wetenschap ziet Feyerabend een gevaar voor dit ideaal: kinderen worden verplicht om te geloven in wat de wetenschap hen voorhoudt, en alternatieve beschouwingen worden verketterd of doodgezwegen. Hij pleit voor een meer pluralistisch denkklimaat, dat in de eerste plaats bereikt zou moeten worden door de scheiding tussen Staat en Kerk zijn logische vervolg te geven: een scheiding tussen Staat en Wetenschap.